# Esko Lähtevänoja
Esko Lähtevänoja (né le 14 mai 1953 à Utajärvi) est un ancien fondeur finlandais.

## Palmarès

### Championnats du monde
| Épreuve / Édition | Lahti 1978 |
| 4 × 10 km         | Argent     |